# کمیته المپیک باهاما
کمیته المپیک باهاما (انگلیسی: Bahamas Olympic Committee) یک سازمان ورزشی است که نماینده کشور باهاما در کمیته بین‌المللی المپیک می‌باشد.
این سازمان که در سال ۱۹۵۲ تأسیس شده مسئول آماده‌سازی و اعزام ورزشکاران به بازی‌های المپیک، بازی‌های المپیک جوانان و بازی‌های پان امریکن است.